# Ulvsunda kvarn

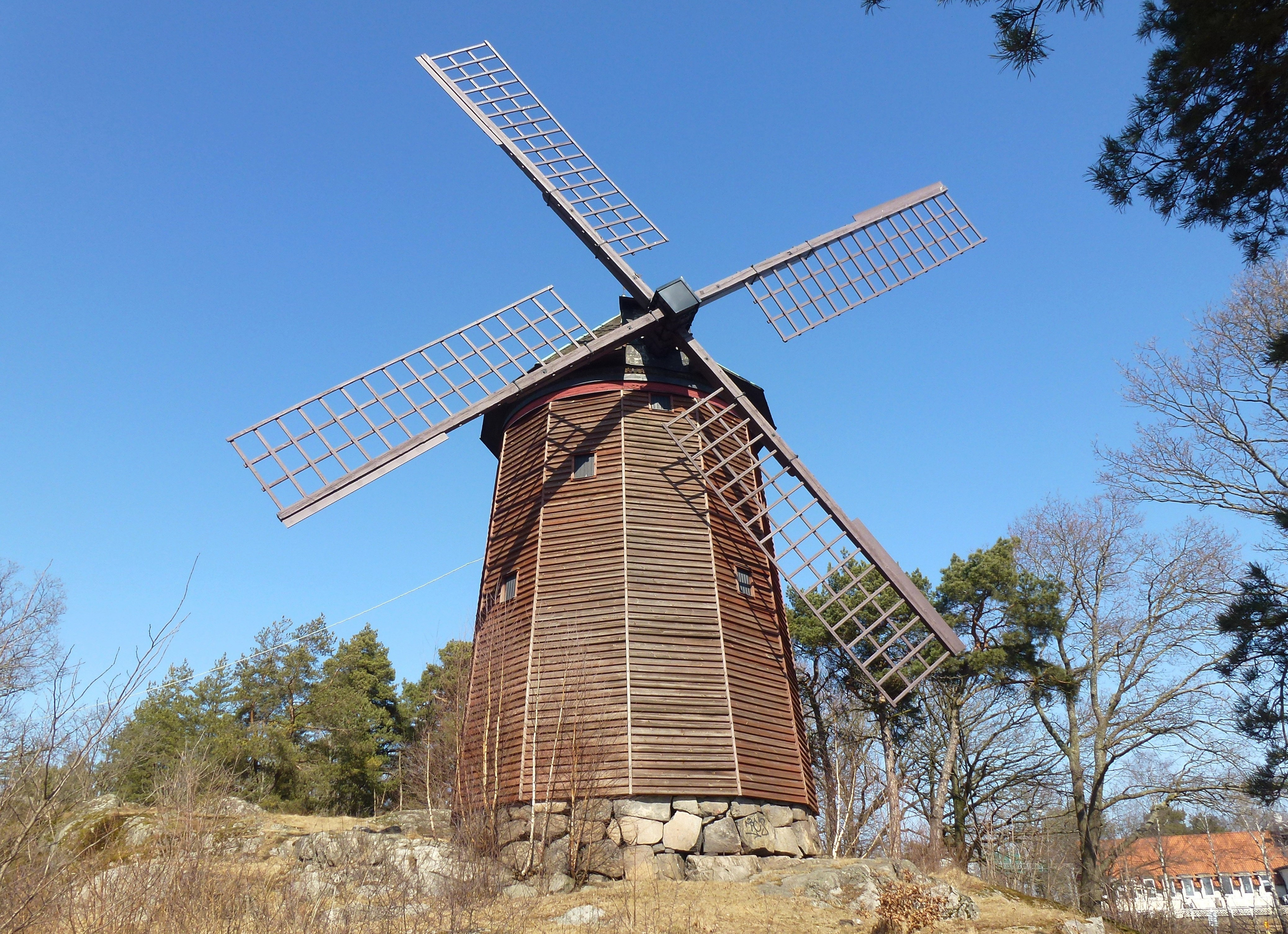
Nuvarande Ulvsunda kvarn stod ursprungligen på annan plats, och hette då Bällsta kvarn.

Ulvsunda kvarn eller Bällsta kvarn är en väderkvarn i stadsdelen Ulvsunda industriområde i Bromma i västra Stockholm. Kvarnen står vid foten av Kvarnberget intill Ulvsundavägen, strax söder om Bromma flygplats.

## Historik

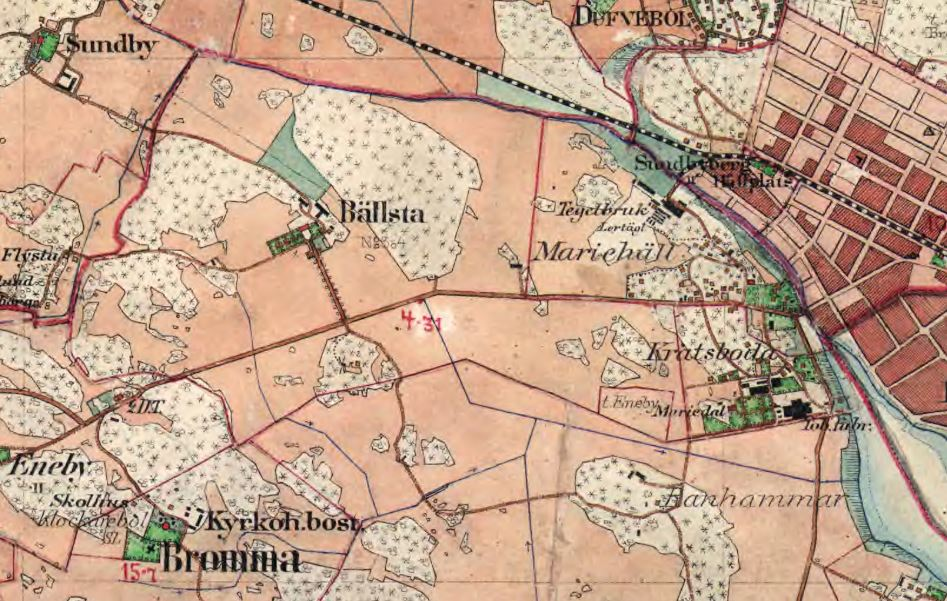
Bällsta gård med kvarnen år 1900.

Ulvsunda kvarn härstammade från 1600-talet och stod uppe på kvarnbacken norr om Lillsjön. Det var en stolpkvarn där hela kvarnhuset vrids efter vinden. En storm omkring 1890 förstörde vingarna och en annan storm år 1912 knäckte slutligen hela kvarnbyggnaden. 
Kvarnen som numera står norr om Lillsjön fanns ursprungligen cirka tre kilometer nordväst om Ulvsunda kvarn. Den byggdes år 1855 på uppdrag av lantbrukaren Knut Bennet och ritades av hans då 19-årige systerson Karl (eller Carl) Abraham Saxenberg (1836-1870). Saxenberg var arkitekt och ingenjör, son till godsägaren Abraham Saxenberg och bosatt på Årsta slott i Haninge. Bennet var ägare av Bällsta gård och hans initialer syns på kvarnens vindflöjel ”KB 1855”. Som tack för väl utfört arbete fick Karl Abraham ett guldur av sin morbror.
När Bromma flygplats anlades i mitten av 1930-talet var man tvungen att flytta kvarnen, som då stod på flygfältets västra sida. Den placerades 100 meter söder om Ulvsunda kvarns gamla plats, som fortfarande kan ses högre upp på Kvarnberget. Att ställa kvarnen uppe på kvarnbacken hade varit mera tilltalande, men tilläts inte av flygsäkerhetsskäl. 
Kvarnen är en så kallad holländare, det betyder att hela överdelen kunde vridas och riktas mot lämplig vindriktning. Man malde åt de flesta gårdarna i Bromma, hit kom även bönder från Spånga, Ekerö och Färingsö för att mala. Verksamheten lades ner 1905 och kvarnen förföll. Den reparerades på 1920-talet och maskineriet förnyades delvis i samband med flyttningen 1939.
Nedanför kvarnen återfinns Ulvsunda kvarnstuga. Det är mjölnarens bostad som antas vara från början på 1700-talet. Under 1800-talet byggdes den på med en övre våning. En kvarnsten fungerar som trappsten utanför stugdörren.

## Bilder

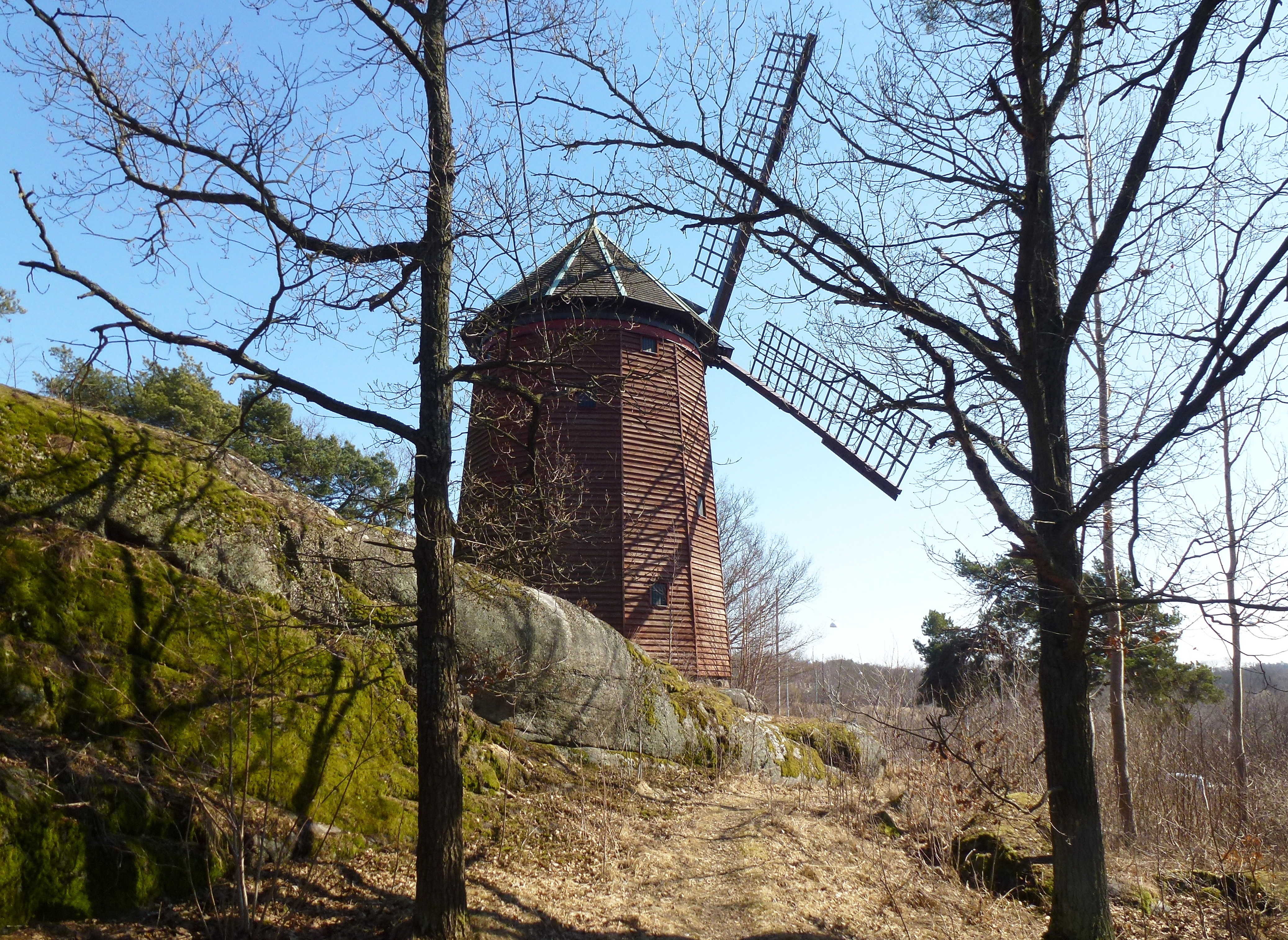
Kvarnen i april 2013
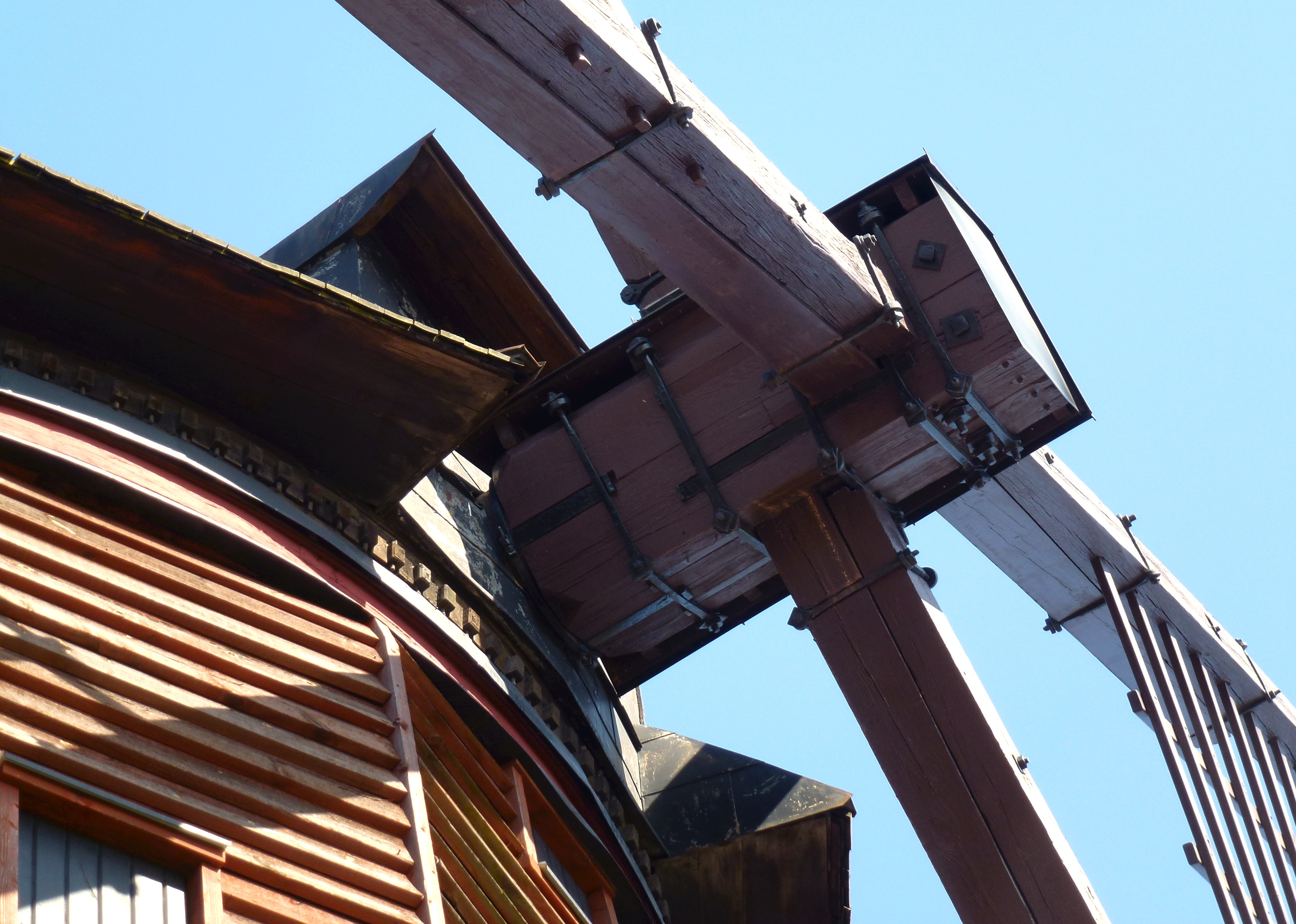
Vingfäste
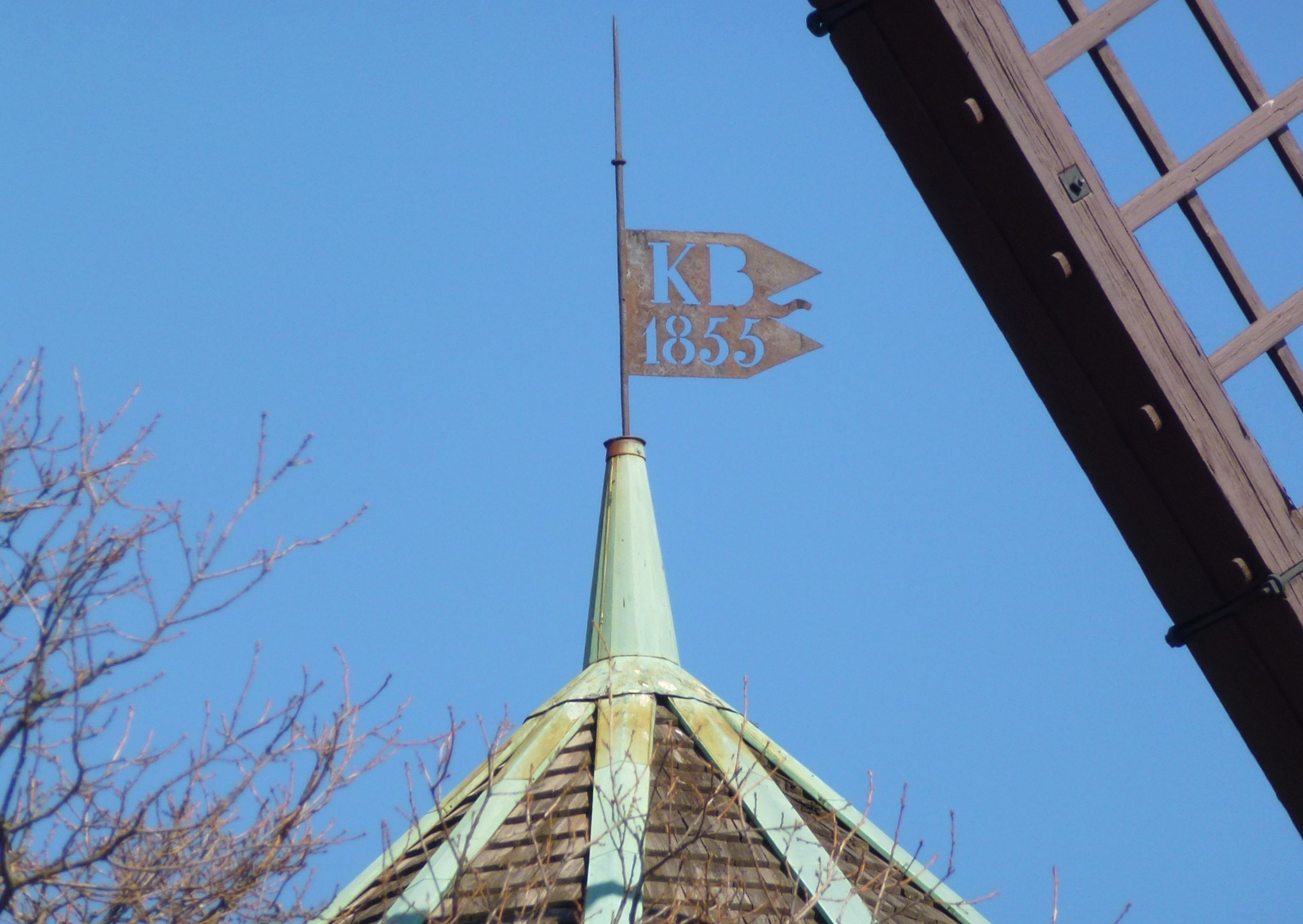
Takflöjeln "KB 1855"
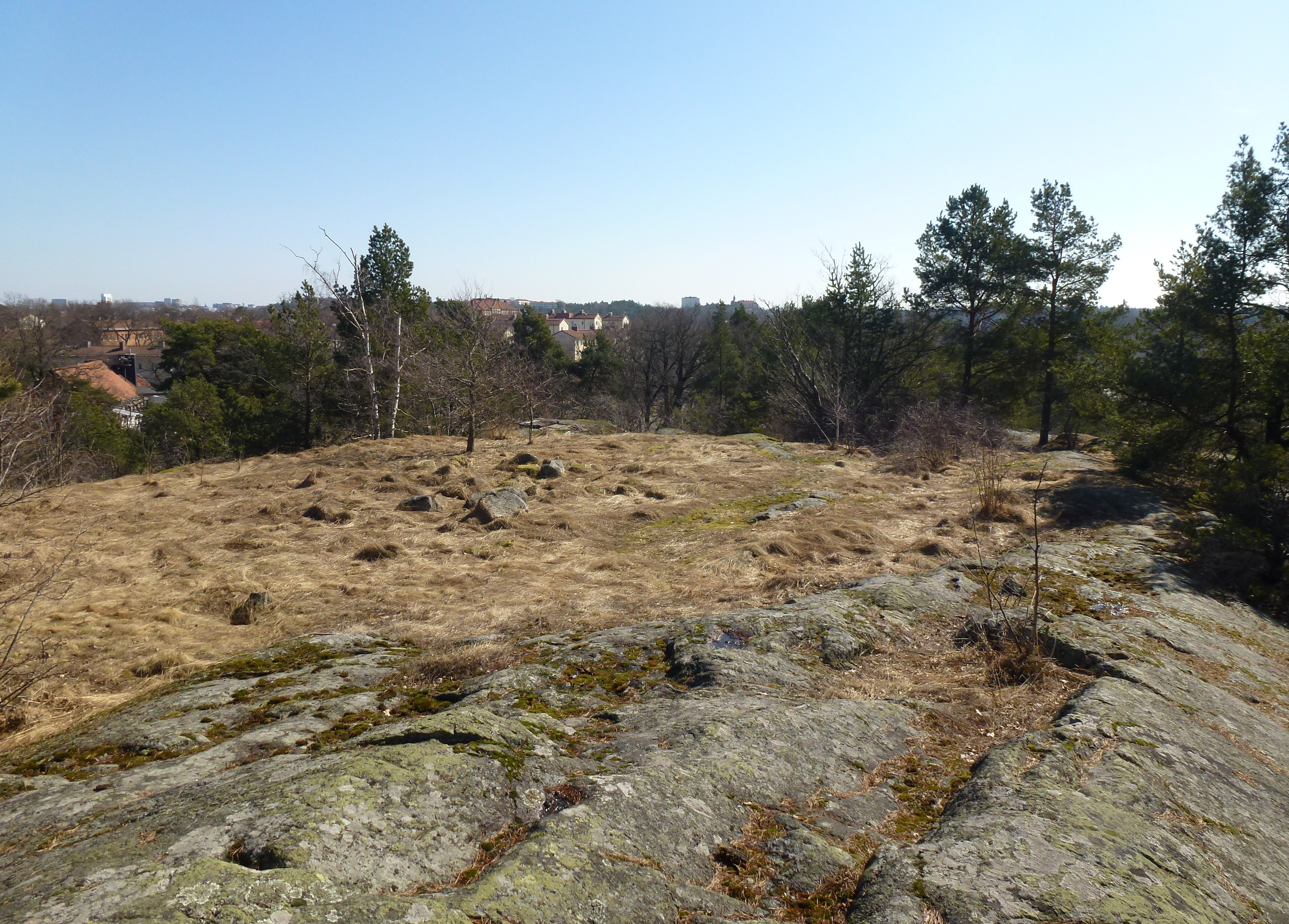
Gamla kvarnplatsen
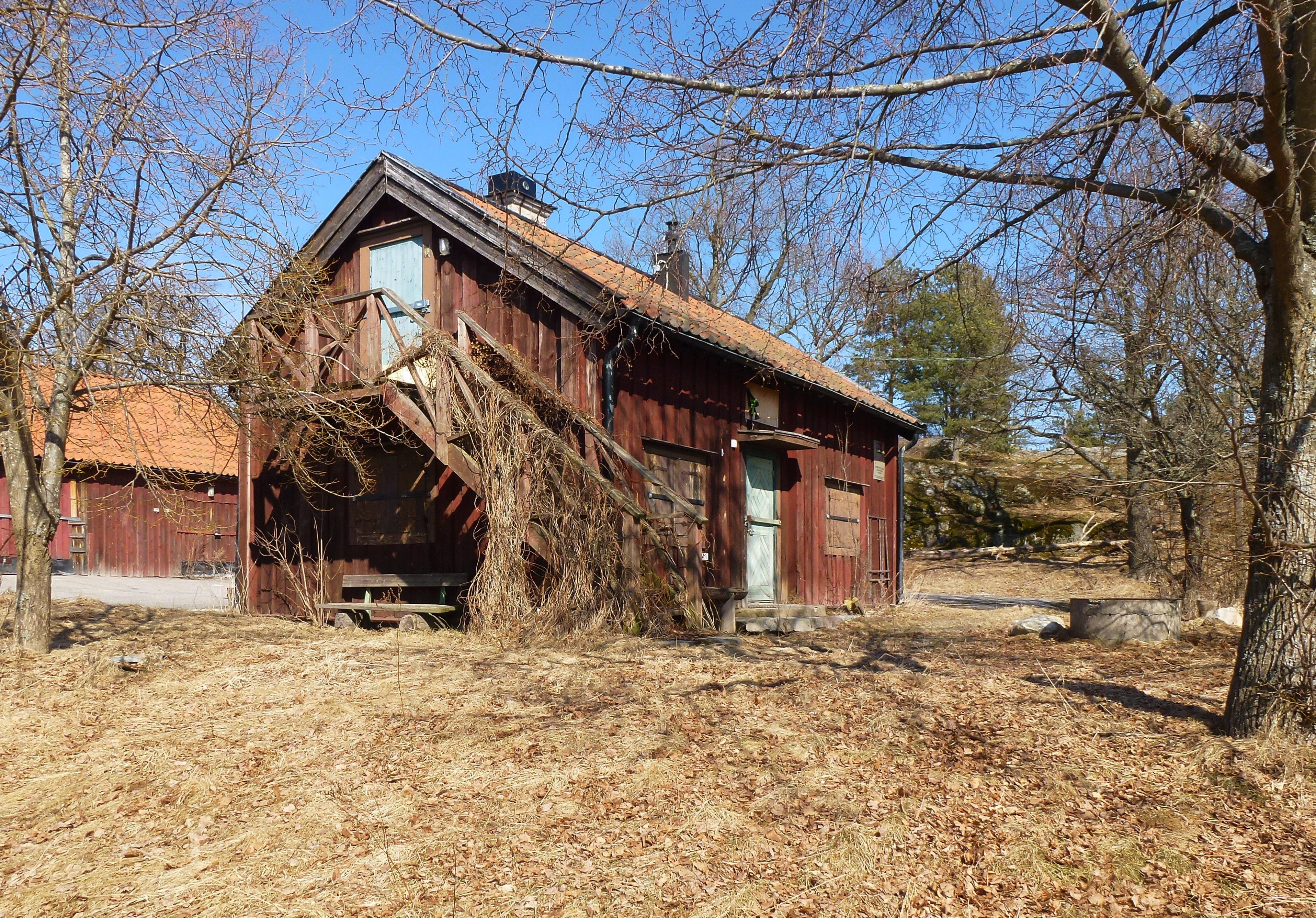
Kvarnstugan från 1700-talet